# Isosaari (ö i Finland, Lappland, Tunturi-Lappi, lat 68,72, long 23,85)
Isosaari, enaresamiska: Stuorrasuolu, är en ö i Finland. Den ligger i sjön Pöyrisjärvi och i kommunen Enontekis i den ekonomiska regionen  Fjäll-Lappland  och landskapet Lappland, i den norra delen av landet, 900 km norr om huvudstaden Helsingfors. Öns area är 22,7 hektar och dess största längd är 0,7 kilometer i nord-sydlig riktning.